# Groot laddermos
Groot laddermos (Pseudoscleropodium purum) is een mos uit de familie Brachytheciaceae.
Het is een algemene bosbewonende soort van West- en Midden-Europa, die door de mens verspreid is over bijna de hele wereld.

## Etymologie en naamgeving
De botanische naam Pseudoscleropodium is afkomstig uit het Oudgriekse ψευδής, pseudēs (vals), en van het zustergeslacht Scleropodium. De soortaanduiding purum is afkomstig van het Latijn en betekent 'zuiver'.
- Synoniemen: Hypnum purum L. ex Hedw. (1801), Brachythecium purum (Hedw.) Dixon. (1896), Scleropodium purum (Hedw.) Limpr. (1896)

In het Engels wordt het mos neat feather-moss genoemd.

## Kenmerken

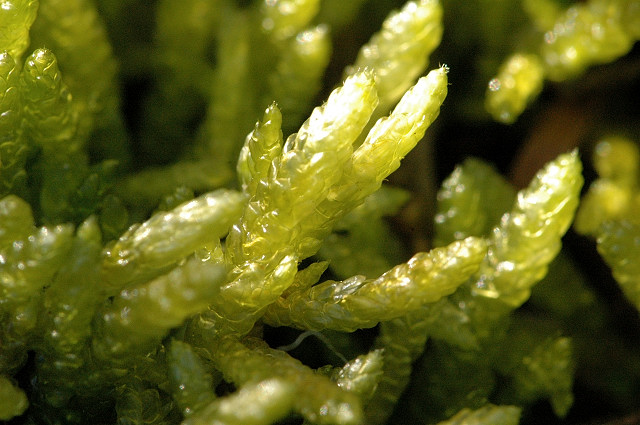
detail takblaadjes

Het groot laddermos vormt losse zoden. De liggende stengel is groen gekleurd, tot 15 cm lang, geveerd vertakt, de zijtakken meestal in een plat vlak. De stengelblaadjes zijn geelgroen tot donkergroen, tot 3 mm lang, eirond, concaaf, met een licht gebogen spitsje. De nerf reikt tot halverwege het blad. De blaadjes liggen als dakpannen over elkaar heen en vormen een holle buis, waardoor takken opgezwollen lijken. Het is waarschijnlijk dat langs deze holte via capillaire werking water kan getransporteerd worden.
Het groot laddermos geeft tegenwoordig nog zeer zelden sporofyten. De verspreiding gebeurt voornamelijk vegetatief door het afscheuren van de stengels. Vermoedelijk heeft dit te maken met luchtverontreiniging.

## Ecologie

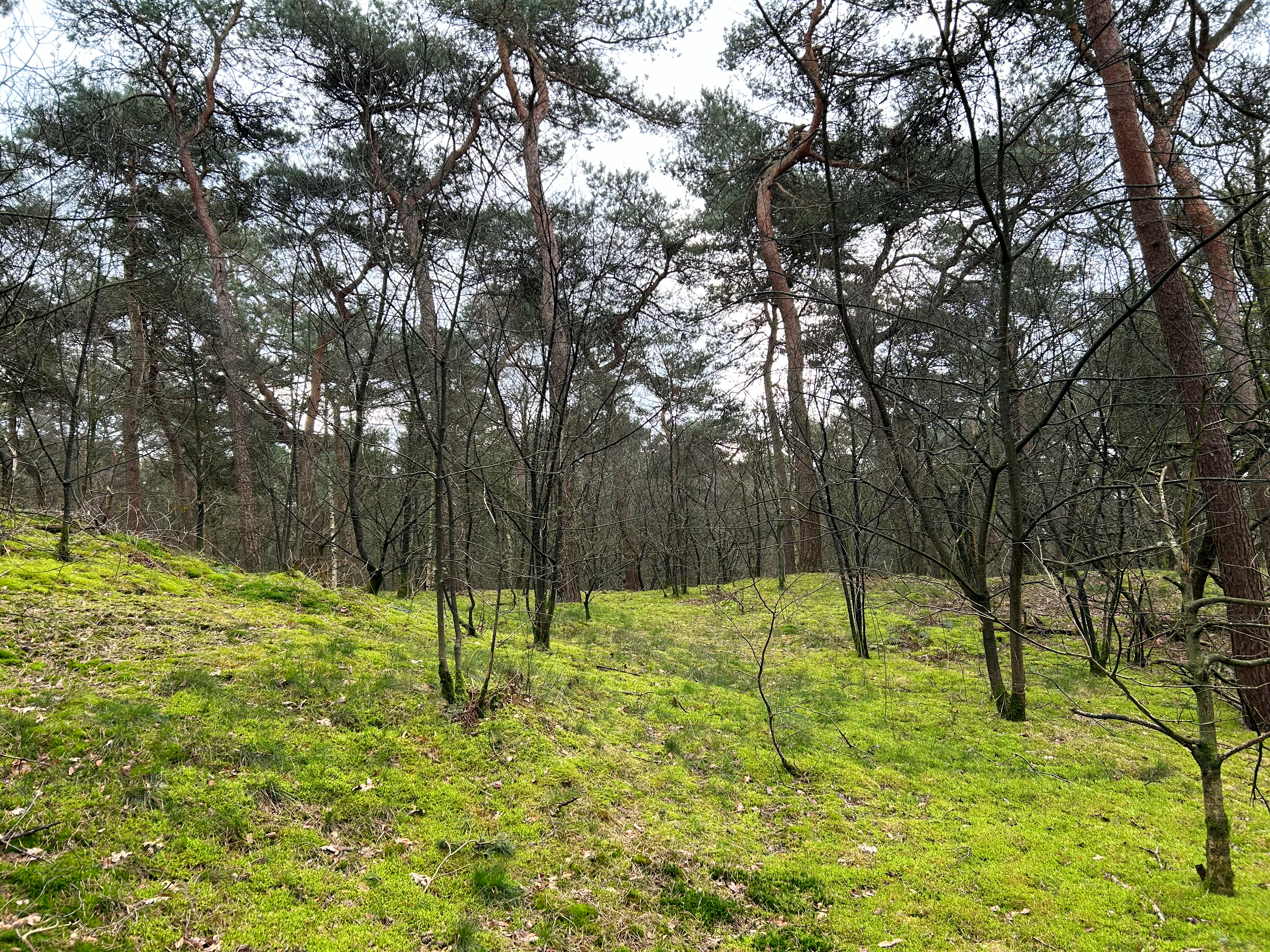
Een naaldbos waarbij de moslaag sterk gedomineerd wordt door groot laddermos.

Het groot laddermos groeit voornamelijk op zure, stikstofrijke bodems zoals leem- en zandbodems. In ijle bossen en bosranden, maar ook in grasland, grazige bermen en gazons. Op geschikte plaatsen kan het massaal voorkomen.

## Verspreiding
Het groot laddermos is oorspronkelijk afkomstig van de laaglanden en middelgebergten van West- en Midden-Europa, maar heeft zich via de mens verspreid naar alle continenten van het Noordelijk halfrond,  Afrika en Nieuw-Zeeland. In Noord-Amerika wordt het als een invasieve soort gezien.
De oorzaak hiervan ligt waarschijnlijk bij het eertijdse gebruik van dit mos als verpakkingsmateriaal.